# Spaanse meerwaardeherdenkingsmunten
Hieronder volgt een lijst van de meerwaardeherdenkingsmunten van Spanje.

## € 12-munten
| Afbeelding | Ter gelegenheid van                       | Oplage    | Datum uitgave |
| ---------- | ----------------------------------------- | --------- | ------------- |
|            | EU-voorzitterschap                        | 1.631.400 | 2002          |
|            | 25 jaar koninkrijk                        | 1.477.704 | 2003          |
|            | Koninklijk huwelijk van Felipe en Letizia | 2.505.700 | 2004          |
|            | 500e sterfdag van Isabella I              | 1.496.100 | 2004          |
|            | 400 jaar Don Quichot                      | 1.880.900 | 2005          |
|            | 500e sterfdag van Christoffel Columbus    | 1.379.600 | 2006          |
|            | 50 jaar Verdrag van Rome                  | 4.000.000 | 2007          |
|            | Internationaal jaar van de aarde          | 2.000.000 | 2008          |
|            | 10 jaar Economische en Monetaire Unie     | 2.000.000 | 2009          |
|            | EU-voorzitterschap                        | 2.000.000 | 2010          |

## Trivia
- Er is gekozen voor de 'rare' waarde van 12 euro vanwege de waarde van de peseta: € 12,01 = 2000 peseta.

Herdenkingsmunten van € 2  (lijst)

'04 · '05 · '06 · '07 · '08 · '09 · '10 · '11 · '12 · '13 · '14 · '15 · '16 · '17 · '18 · '19 · '20 · '21 · '22 · '23 · '24 · '25 · '26

Gemeenschappelijke uitgiftes: 50 jaar Verdrag van Rome (2007) · 
10 jaar EMU (2009) · 
10 jaar euro (2012) · 
30 jaar Europese vlag (2015) ·
35 jaar ERASMUS-programma (2022)

Series: Luxemburgse dynastie · 
Duitse 'Bundesländer' · 
Spaanse UNESCO-Werelderfgoedlijst · 
Maltese Constitutionele Geschiedenis · 
Maltese Door kinderen met solidariteit · 
Letse Historische en Culturele Regio's · 
Maltese Prehistorische Tempels ·
Litouwse Etnografische Regio's ·
Franse Countdown naar de Olympische Zomerspelen van 2024 in Parijs ·
Duitse Bundesländer II ·
Maltese Ommuurde Steden
Meerwaardeherdenkingsmunten

België · 
Cyprus · 
Duitsland · 
Finland · 
Frankrijk · 
Griekenland · 
Ierland · 
Italië · 
Luxemburg · 
Malta · 
Nederland · 
Oostenrijk · 
Portugal · 
Slovenië · 
Slowakije · 
Spanje —
Non-EU: Monaco · 
San Marino · 
Vaticaanstad